# Верхняя Кармалка
 Верхняя Кармалка  — село в Черемшанском районе Татарстана. Входит в состав Нижнекармалкинского сельского поселения.

## География
Находится в южной части Татарстана на расстоянии приблизительно 9 км по прямой на север-северо-восток от районного центра села Черемшан у речки Кармалочка.

## История
Основано в первой половине XVIII века. В начале XX века имелась церковь.

## Население
Постоянных жителей было: в 1859—350, в 1897—1065, в 1920—1235, в 1926—917, в 1949—639, в 1958—505, в 1970—450, в 1989—280, в 2002 − 239 (русские 70 %), 212 в 2010.